# スクリーム4: ネクスト・ジェネレーション
『スクリーム4: ネクスト・ジェネレーション』（原題: Scream 4）は、2011年に公開されたアメリカ映画。『スクリーム3』の続編。

## ストーリー
カルフォルニア州にある田舎町ウッズボローで発生した連続殺人事件から10年の歳月が経っていた。事件から生き残ったシドニーは、作家として成功を収めていた。著書の宣伝のために故郷へ戻った彼女は、保安官のデューイや、彼と結婚したゲイルと再会する。だが、ある2人の女子校生、マーニーとジェニーが惨殺される。新たな世代を巻き込み、ウッズボローで新たな連続殺人事件が惹き起こされる。

## 登場人物

### シリーズ共通
シドニー・プレスコット（Sidney Prescott）
演 - ネーヴ・キャンベル
『スクリーム』シリーズにおける主人公的存在。本作では作家として登場し、著書『Out of Darkness』を出版した。
デューイ・“ドュワイト”・ライリー（Dwight "Dewey" Riley）
演 - デヴィッド・アークエット
ウッズボロー警察保安官。ゲイルの夫であるが、夫婦生活はあまりうまくいっていない。
ゲイル・ライリー（Gale Weathers）
演 - コートニー・コックス
デューイの妻。夫婦生活はあまりうまくいっていない。夫に好意を寄せているジュディに対しては不快に感じている。

### ウッズボロー高校生徒
ジル・ロバーツ（Jill Roberts）
演 - エマ・ロバーツ
ケイト・ロバーツの娘で、シドニーの従妹。
カービィ・リード（Kirby Reed）
演 - ヘイデン・パネッティーア
ジルの親友。
チャーリー・ウォーカー（Charlie Walker）
演 - ロリー・カルキン
ジルの同級生で、シネマ部の部長。ゲイで、同性愛者。
オリヴィア・モリス（Olivia Morris）
演 - マリエル・ジャフィ
ジルの友人。最初の被害者マーニーとジェニーの知人。
トレヴァー・シェルドン（Trevor Sheldon）
演 - ニコ・トルトレッラ
ジルの同級生で、彼女の元彼。
ロビー・マーサー（Robbie Mercer）
演 - エリック・ヌードセン
ジルの同級生で、シネマ部の副部長。
マーニー・クーパー（Marnie Cooper）
演 - ブリタニー・ロバートソン
ジェニーの親友。ジルの同級生。
ジェニー・ランドール（Jenny Randall）
演 - エイミー・ティーガーデン
マーニーの友人。ジルの同級生。映画『スタブ』シリーズが大好き。

### その他
ケイト・ロバーツ（Kate Roberts）
演 - メアリー・マクドネル
ジルの母。シドニーの叔母でモーリーン（シドニーの母）は彼女の姉にあたる。
ジュディ・ヒックス（Judy Hicks）
演 - マーリー・シェルトン
ウッズボロー警察保安官代理の女性で、デューイの部下。デューイに好意を抱いている。高校生のころ、シドニーと同じ演劇倶楽部に所属していたが、シドニー本人はそのことを覚えていなかった。
レベッカ・ウォルターズ（Rebecca Walters）
演 - アリソン・ブリー
シドニーの広報担当だったが、解雇される。
アンソニー・パーキンス（Anthony Perkins）
演 - アンソニー・アンダーソン
デューイの部下で、ロスの相棒。
ロス・ホス（Ross Hoss）
演 - アダム・ブロディ
デューイの部下で、アンソニーの相棒。
シャーリー（Sherrie）
演 - ルーシー・ヘイル
『スタブ6』の女優。
トルディ（Trudie）
演 - シェネイ・グライムス
『スタブ6』の女優。
クロエ（Chloe）
演 - クリスティン・ベル
『スタブ7』の女優。
レイチェル（Rachel）
演 - アンナ・パキン
『スタブ7』の女優。
TV番組司会者
演 - ナンスィー・オウディール
シドニーの著書について取り扱う番組の進行を務めた。
電話口での殺人鬼
声 - ロジャー・L・ジャクソン

## 出演
| 役名                             | 俳優                     | 日本語吹替 |
| -------------------------------- | ------------------------ | ---------- |
| シドニー・プレスコット           | ネーヴ・キャンベル       | 根谷美智子 |
| デューイ・“ドュワイト”・ライリー | デヴィッド・アークエット | 宮本充     |
| ゲイル・ライリー                 | コートニー・コックス     | 佐々木優子 |
| ジュディ・ヒックス               | マーリー・シェルトン     | 甲斐田裕子 |
| ジル・ロバーツ                   | エマ・ロバーツ           | 日笠陽子   |
| チャーリー・ウォーカー           | ロリー・カルキン         | 平川大輔   |
| マーニー・クーパー               | ブリタニー・ロバートソン |            |
| ジェニー・ランドール             | エイミー・ティーガーデン | 藏合紗恵子 |
| オリヴィア・モリス               | マリエル・ジャフィ       | 戸松遥     |
| レベッカ・ウォルターズ           | アリソン・ブリー         | うえだ星子 |
| ロス・ホス                       | アダム・ブロディ         |            |
| アンソニー・パーキンス           | アンソニー・アンダーソン | 広田みのる |
| ケイト・ロバーツ                 | メアリー・マクドネル     | 水野ゆふ   |
| ロビー・マーサー                 | エリック・ヌードセン     | 浅沼晋太郎 |
| カービィ・リード                 | ヘイデン・パネッティーア | 高垣彩陽   |
| トレヴァー・シェルドン           | ニコ・トルトレッラ       | 山崎健太郎 |
| シャーリー                       | ルーシー・ヘイル         |            |
| トルディ                         | シェネイ・グライムス     |            |
| クロエ                           | クリスティン・ベル       |            |
| 電話口での殺人鬼の声             | ロジャー・L・ジャクソン  | 山野井仁   |

- その他の吹き替え：佐々木啓夫／味里／幸田夏穂／原島梢／美名／中嶋ヒロ／坂本くんぺい／黒澤剛史／長島真祐

## 備考
本作には、マコーレー・カルキンの弟、ロリー・カルキンや、エリック・ロバーツの娘、エマ・ロバーツが出演している。電話口でしゃべる殺人鬼の声は、シリーズを通してロジャー・L・ジャクソンが務めている。

## 参考
1. 1 2 3 4  “Scream 4”. American Film Institute. 2016年3月9日閲覧。
2. 1 2 3  “Scream 4 (2011)”. Box Office Mojo.  Amazon.com. 2011年5月10日閲覧。